# Vieilles colonies
1534–1815
Les vieilles colonies est une expression désignant les colonies du premier espace colonial français (1534-1815) conquises sous l'Ancien régime, la Première République (1792-1804) et le Premier Empire napoléonien (1804-1815).
Aujourd'hui, les vieilles colonies forment la partie la plus peuplée de l'actuel Outre-mer français et la majeure partie des régions ultrapériphériques de l'Union européenne.
Cet article vise à décrire l'évolution chronologique exhaustive des vieilles colonies, territoires, possessions ou pays qui firent partie en totalité ou en partie du premier empire colonial français au cours de l'histoire avant la Révolution française (1789), listant les modifications extérieures de la géographie politique de la France.
Si une partie seulement était sous souveraineté française, elle est indiquée entre parenthèses après le nom du pays. Quand il n'y a pas de parenthèse, cela veut dire que tout le pays faisait partie de l'empire. Les pays cités ici sont ceux qui étaient sous souveraineté française effective. Les zones revendiquées, mais non contrôlées effectivement (comme Manhattan) ne sont pas dans cette liste.
1er - Le territoire faisait partie du premier empire colonial français (1534 - 1815)
2e - Le territoire faisait partie du second empire colonial français (après 1815)
Les informations données entre crochets [ ] concernent le statut des territoires après la fin du statut de colonie (DOM, TOM, etc., qui ne sont pas des colonies).
Pour la chronologie des territoires après 1789 (Second empire colonial français), voir l'Évolution territoriale de la France contemporaine.

Pour des données plus complètes sur chaque période ou chaque colonie, veuillez consulter les articles détaillés, ou l'article général Empire colonial français.

## Chronologie

### FrançoisIer(1515 - 1547)

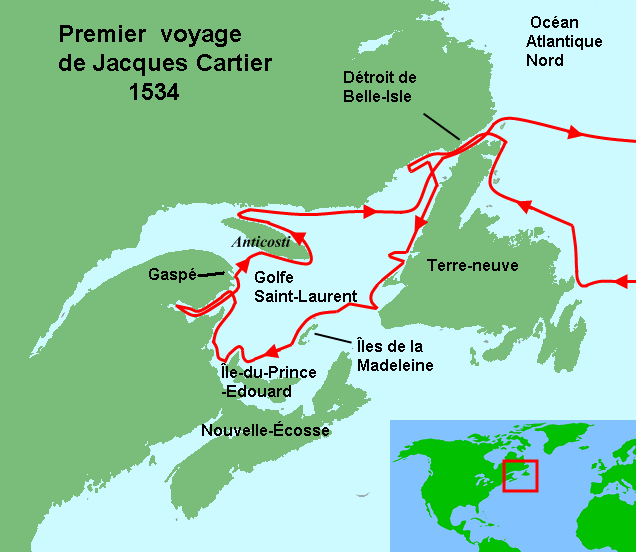
Carte du premier voyage de Jacques Cartier en 1534.

10 mai 1534Le 10 mai 1534, Jacques Cartier longe les côtes de Terre-Neuve. Il découvre l’île du Prince-Édouard et le Nouveau-Brunswick (12 juin). Debut de la colonisation française des Amériques, appelée Nouvelle-France : 1er (1534-1763).

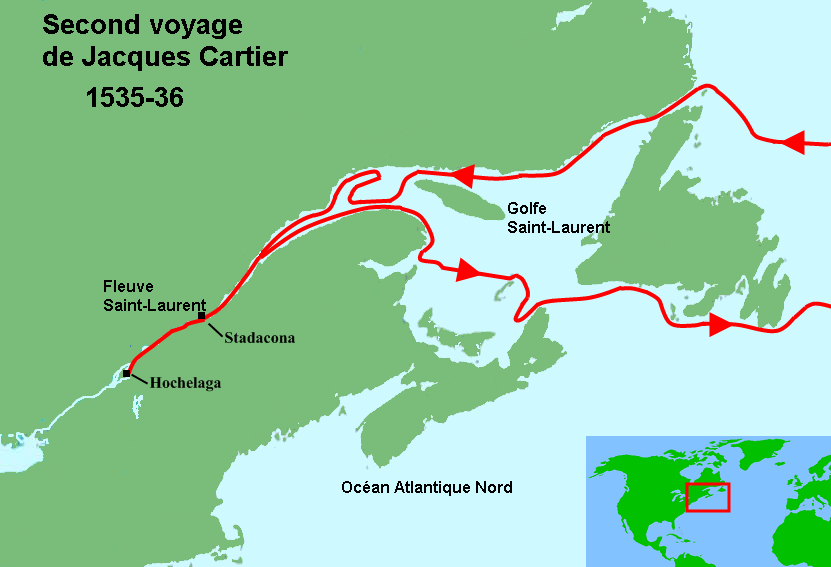
Carte du second voyage de Jacques Cartier en 1535-1536.

8 septembre 1535Le 8 septembre 1535, Jacques Cartier remonte le fleuve Saint-Laurent et « là où le fleuve se rétrécit » (« Québec » en langue algonquine), à proximité du Kanata (« village » en langue laurentien) Stadaconé, future ville de Québec, il construit le fort Sainte-Croix. Jacques Cartier continue de remonter le fleuve Saint-Laurent jusqu'au très grand Sault Saint-Louis infranchissable, au niveau de du village de Hochelaga en bas de la montagne de l’Île de Montréal qu'il nomma Mont Royal (2 octobre 1535).
1538Fuyant les persécutions dont ils sont victimes, des huguenots partent de Dieppe en 1538 et débarquent à la pointe ouest de l'Île Saint-Christophe aux Antilles Caraïbes et fondent la ville de Dieppe qui est pillée par les Espagnols quelques mois après sa fondation et abandonnée par ses habitants expulsés.
23 août 1541Le 23 août 1541, Jacques Cartier établit la colonie de Charlesbourg-Royal à Cap-Rouge (futur quartier de Québec) sur la rive droite de l’embouchure de la rivière du Cap Rouge. En 1542, Jean-François de La Rocque de Roberval renomme Charlesbourg-Royal France-Roy puis rapatrie tous les colons en France en septembre 1543.

### Henri II (1547 - 1559)

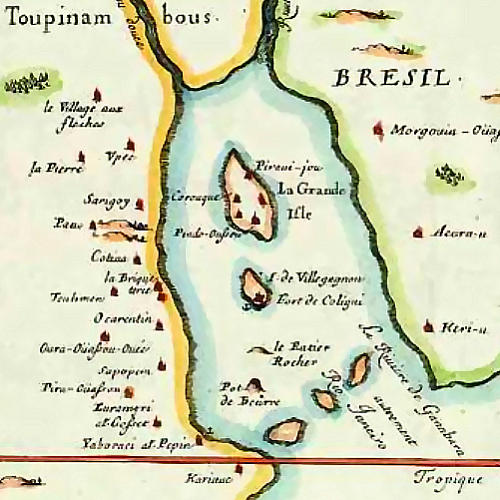
La baie de Guanabara en 1555.

10 novembre 1555Nicolas Durand de Villegagnon s'établit dans la baie de Guanabara près de la future Rio de Janeiro, pour constituer le point de départ d'une colonie nommée « France antarctique ». Villegagnon fait construire une bourgade, Henryville, et le Fort Coligny sur l'îlot Ilha de Villegaignon.

### François II (1559 - 1560)
15 mars 1560Destruction par les Portugais de fort Coligny, mettant fin à la France antarctique au Brésil .

### Charles IX (1560 - 1574)

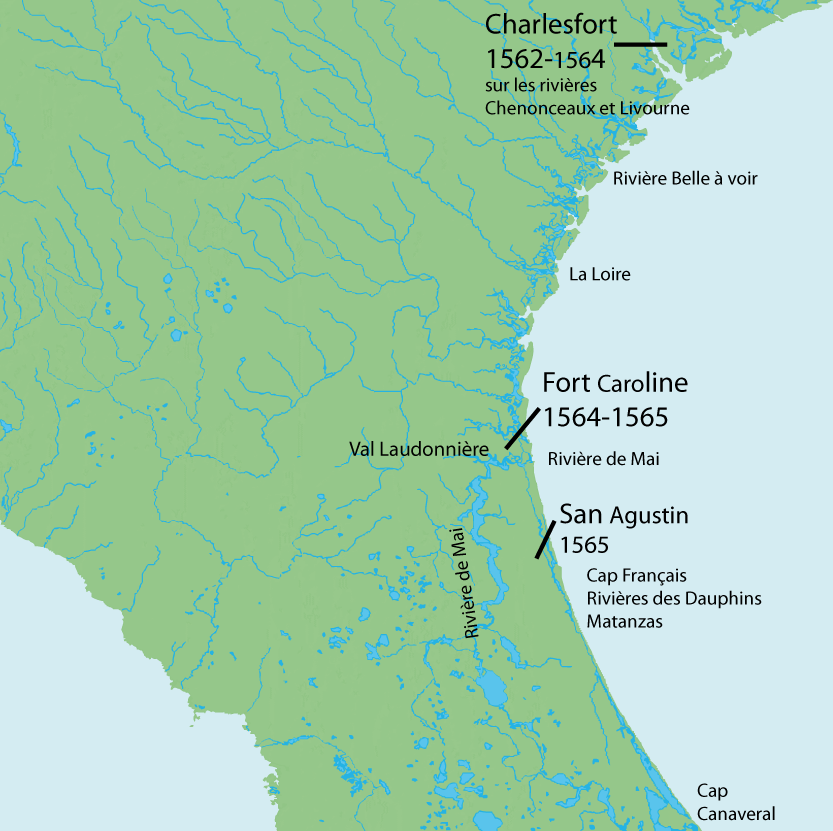
Carte des établissements de la Nouvelle-France floridienne.

30 avril 1562Le 18 février 1562, les huguenots français Jean Ribault, et son second René de Goulaine de Laudonnière, partent du Havre et arrivent à l'embouchure de la May en Floride française en Amérique, le 1er mai,. Ils établissent une colonie, et construisent le fort Charlesfort en l'honneur de Charles IX sur l'île de Parris Island au nord de la Floride (22 mai).

### Henri III (1574 - 1589)

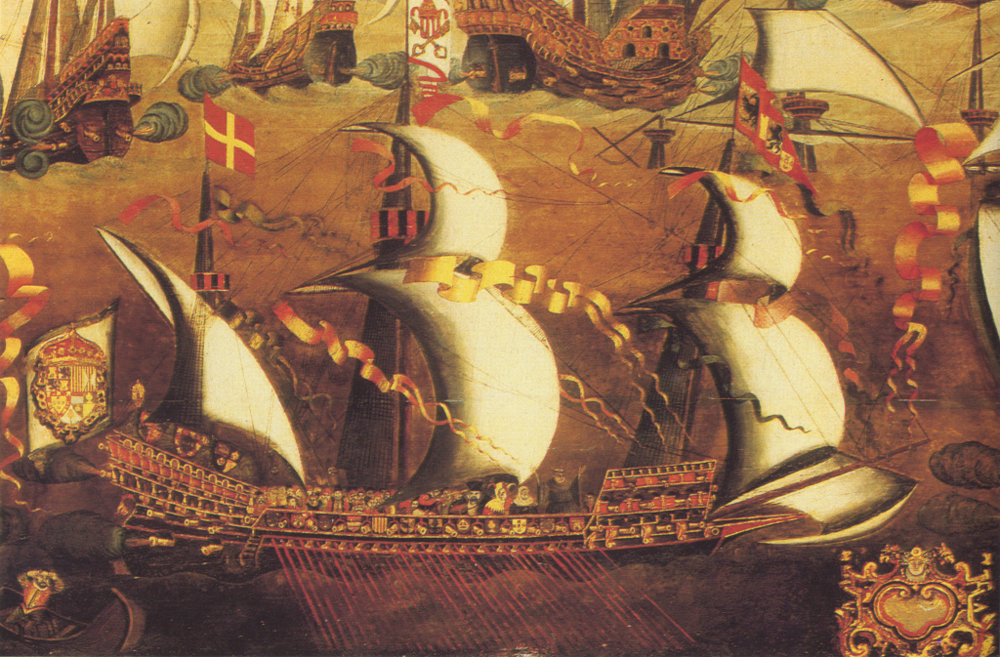
La flotte française se fait écraser par la flotte espagnole le 26 juillet 1582 aux Açores.

1578En raison des problèmes de territoire causés par la traite des fourrures, le roi de France Henri III accorde des monopoles de traite à des groupes de marchands à partir de 1578, dans le but de financer la colonisation,. Mais sur la route du Canada, le navire de marquis de la Roche est capturé par les Anglais.
26 juillet 1582Catherine de Médicis organise une expédition maritime qui est vaincue à la bataille des Açores par la flotte espagnole au large de Vila Franca do Campo.
11 juin 1583Une flotte française tente pour la seconde fois de s'emparer d'Angra, sur l'île de Terceira des Açores, et connait le même échec que l'année précédente.
1583Le marquis de la Roche effectue avec succès un voyage de traite.
1584Projet du marquis de la Roche de création d’une colonie permanente au Canada, mais son plus grand navire fait naufrage sur les côtes de France au large de Brouage.

### Henri IV (1589 - 1610)

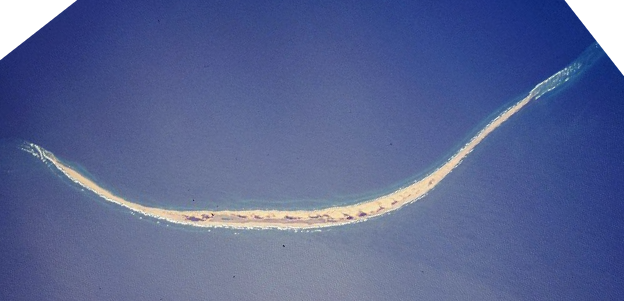
Île de Sable.

mars 1598En 1598, Troilus de Mesgouez fonde une colonie à l'île de Sable qu'il baptise Isle de Bourbon, au large de l'actuelle Nouvelle-Écosse, mais l'isle est évacuée en 1603, douze colons seulement ayant survécu. Aymar de Chaste obtient le monopole commercial de la Nouvelle-France la même année ; il envoie en expédition François Gravé, accompagné entre autres de Samuel de Champlain, mais aucun établissement n'est fondé.

Nouvelle-France et Nouvelle-Angleterre entre 1519 et 1702, avant la deuxième guerre intercoloniale.

Nouvelle-France entre 1600 et 1750 avant la quatrième guerre intercoloniale.

8 avril 1604Le Poitevin Daniel de La Touche de La Ravardière, parti de Cancale le 24 janvier 1604, explore les bouches de l'Amazone, la côte du Maranhão et la Guyane en Amérique du Sud. La colonie de Guyane prend le nom de France équinoxiale : 1er et 2e (1604-1652, 1662, 1670-1946) [DOM depuis 1946].

### Louis XIII (1610 - 1643)

Localisation du Sénégal (en rouge) en Afrique.

1626En 1626, la Compagnie normande de Rouen établit une colonie sur l'embouchure du fleuve Sénégal en Afrique : 1er (1626-1758, 1779-1809) et 2e (1817-1960).
1626Saint-Martin aux Caraïbes (seulement partie nord) : 1er et 2e (1626-1946) [partie du département de la Guadeloupe en 1946 ; COM depuis 2007].
28 juin 1635Le 25 juin 1635, Charles Liènard de l'Olive et Jean du Plessis d'Ossonville débarquent en Martinique avec 550 hommes ; ils trouvent l'île trop montagneuse et repartent pour la Guadeloupe aux Caraïbes, où la résistance espagnole fut quasi inexistante, et au bout de moins d'une semaine, la colonie fut conquise le 28 juin au nom de la Compagnie des îles d'Amérique : 1er et 2e (1635-1946) [DOM depuis 1946].
15 septembre 1635Le 15 septembre 1635, Pierre Belain d'Esnambuc, qui avait fondé la Compagnie de Saint-Christophe, débarque en Martinique aux Caraïbes : 1er et 2e (1635-1946) [DOM depuis 1946].
29 juin 1642Le 29 juin 1642, des Français débarquent à Saint-Paul (La Réunion), en face de la façade orientale de l'Afrique dans l'océan Indien et prennent une seconde fois possession au nom du roi de France des îles Mascareignes dont l'île de La Réunion qu'il rebaptisent île Bourbon : 1er (1642-1810), 2e (1815-1946) [DOM depuis 1946]. En août 1642 : Jacques Pronis confirme la prise de possession des îles Mascareignes par la France. Le 24 septembre 1642, Jacques Pronis prend possession pour la France de l'île Sainte-Marie et de la baie d'Antongil au nord-est de Madagascar ; il s'installe dans la baie de Sainte-Lucie, et perd de nombreux hommes. En 1643, il établit une colonie française à Fort-Dauphin au sud de Madagascar. En 1646, douze mutins chassés de Madagascar sont abandonnés à La Réunion. En 1663, les vingt premiers colons arrivent sur l'île de Bourbon.

### Louis XIV (1648- 1715)
23 mars 1648Le 23 mars 1648, Philippe de Longvilliers de Poincy envoie 58 colons français dirigés par le sieur Gentes à Saint-Barthélemy aux Antilles aux Caraïbes. En 1784, l'île est cédée par Louis XVI au roi Gustave III de Suède contre un droit d'entrepôt à Göteborg. Saint-Barthélemy est rétrocédé par la Suède en 1878 mais est associée aux Vieilles Colonies d'Amérique : 1er et 2e (1648-1946) [partie du département de la Guadeloupe en 1946 ; COM depuis 2007].
1659En 1656, le Dieppois Louis Caullier fonde Saint-Louis-du-Sénégal sur l'île homonyme du fleuve Sénégal, pour la Compagnie du Cap-Vert et du Sénégal.

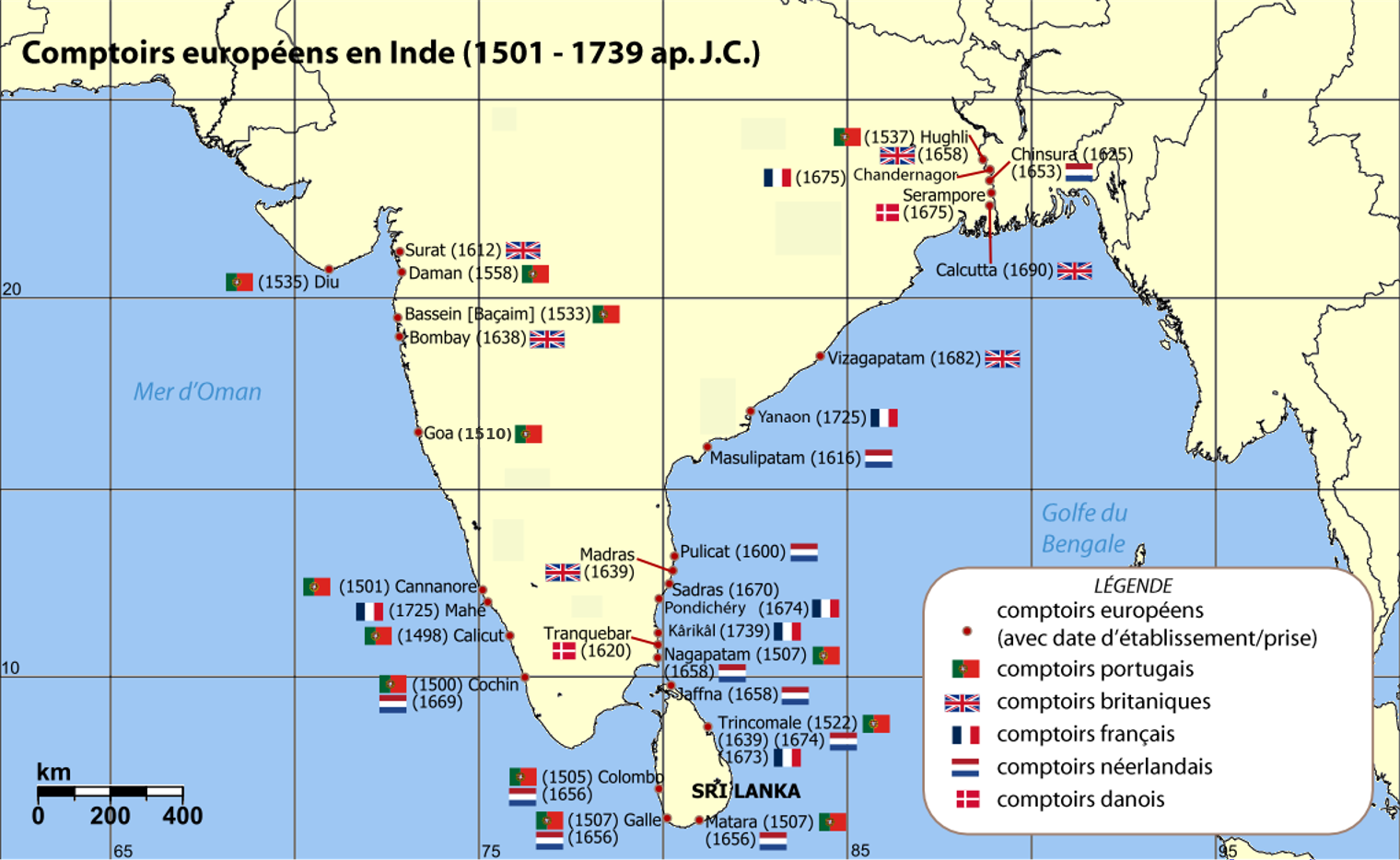
Les comptoirs européens en Inde.

13 février 1668Le 13 février 1668, envoyé par la Compagnie française des Indes orientales François Caron, accompagné du Perse Marcara, débarque à Surat où il fonde le premier comptoir de l'Inde française,,: 1er (1668-1720). En 1669, Marcara établit un deuxième comptoir, à Masulipatam, cinquante ans avant que Surate ne soit prise par les Anglais en 1720.
21 mars 1672Le 6 janvier 1672, une flotte française part de Surate, commandée par De la Haye et François Caron, et débarque à Trinquemalay (Trincomalée) sur l'île de Ceylan. Ils prennent un fort hollandais et occupent "l'île du Soleil" (actuellement Sober Island), dans la baie de Trinquemalay, puis établissent une relation diplomatique avec le roi de Kandy Râjasimha II qui leur donne la place de Trinquemalay (26 mars). La flotte hollandaise commandée par Rijcklof van Goens encercle et affame les Français, qui partiront vers l'Inde le 9 juillet, laissant les Hollandais s'emparer de la place (11-19 juillet).
4 février 1673Le 4 février 1673, Bellanger, un officier français, prend résidence dans la loge danoise de Pondichéry, formant un deuxième comptoir en Inde française : 1er (1673-1893, 1802-1803) puis 2e (1816-1954 - À partir de 1816, l'Inde française est appelé Établissements français de l'Inde).
1er novembre 1677Le 1er novembre 1677, le vice-amiral d'Estrées prend aux Hollandais l'île de Gorée du Sénégal, pour le compte du roi de France. Dakar, bien que fondée le 25 mai 1857, est associée aux vieilles colonies.
30 août 1688Le 30 août 1688, François Martin, le gouverneur de Pondichéry, missionne son gendre André Bourreau-Deslandes, sur ordre de la Compagnie française des Indes orientales, pour fonder le troisième comptoir de l'Inde à Chandernagor au Bengale.
20 septembre 1715Le 20 septembre 1715, abandonnée par les Hollandais, l'île Maurice dans l'océan Indien est abordée par Guillaume Dufresne d'Arsel qui en prit possession et la nomma « Île de France » : 1er (1715-1810). Les premiers colons français arrivèrent en 1721 au moment où l'île était administrée par la Compagnie des Indes orientales (de 1722 à 1767).

### Louis XV (1715 - 1774)

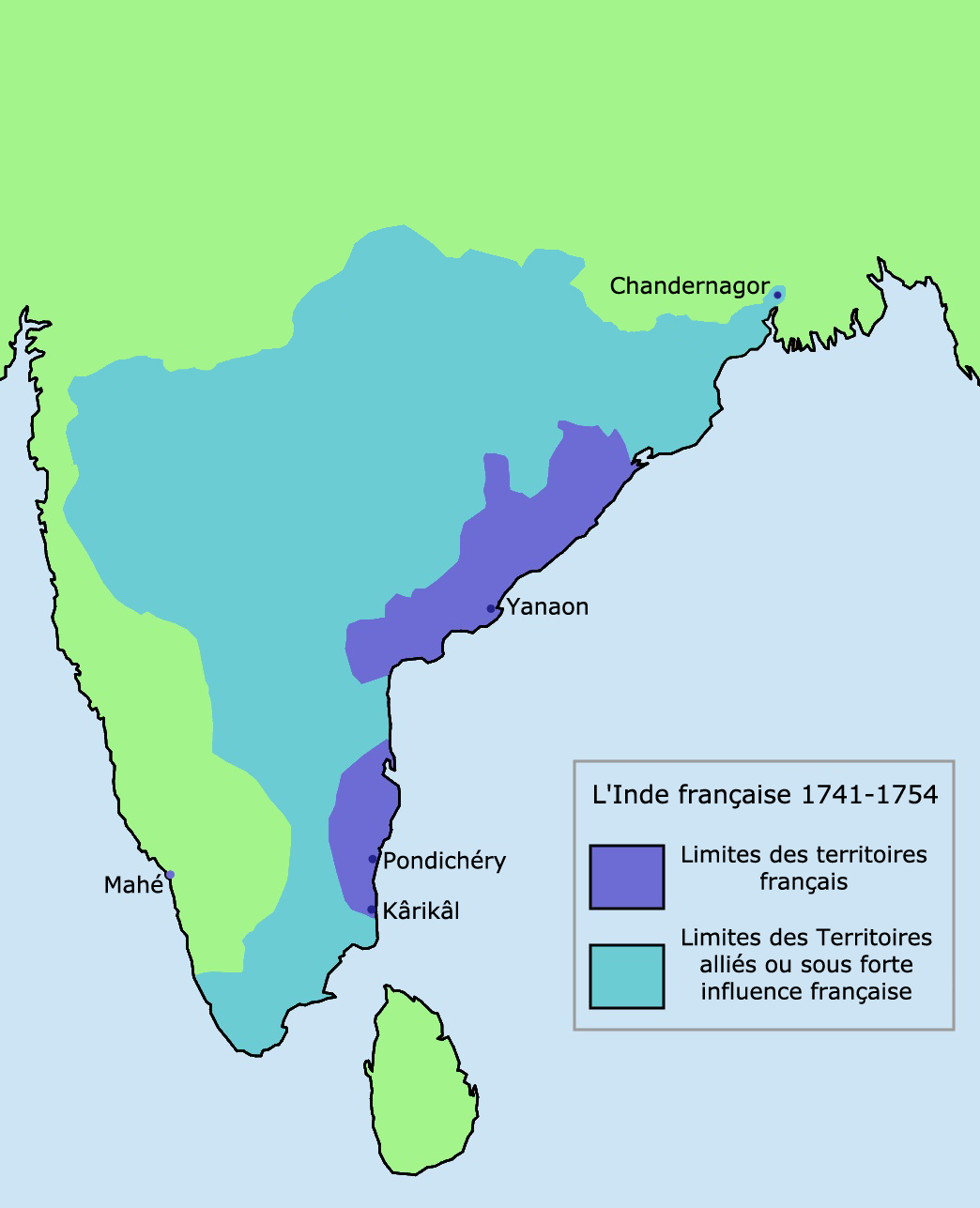
Possessions et territoires sous influence française entre 1741 et 1754.

2 avril 1721Le 2 avril 1721, André Mollandin, le représentant de la Compagnie française des Indes orientales installe un comptoir à Mahé, le deuxième de l'Inde française. La 3e colonie française en Inde est fondé à Yanaon en 1723. Le 14 février 1739, les Français prennent possession de la ville de Kârikâl.
1er novembre 1756Le 1er novembre 1756, les Français prennent possession des Amirantes dans l'océan Indien qu'ils renomment « Séchelles » en honneur à Jean Moreau de Séchelles, alors contrôleur général des finances de Louis XV. Avant l'arrivée des Français, les îles furent utilisées par des pirates : 1er (1756-1810).

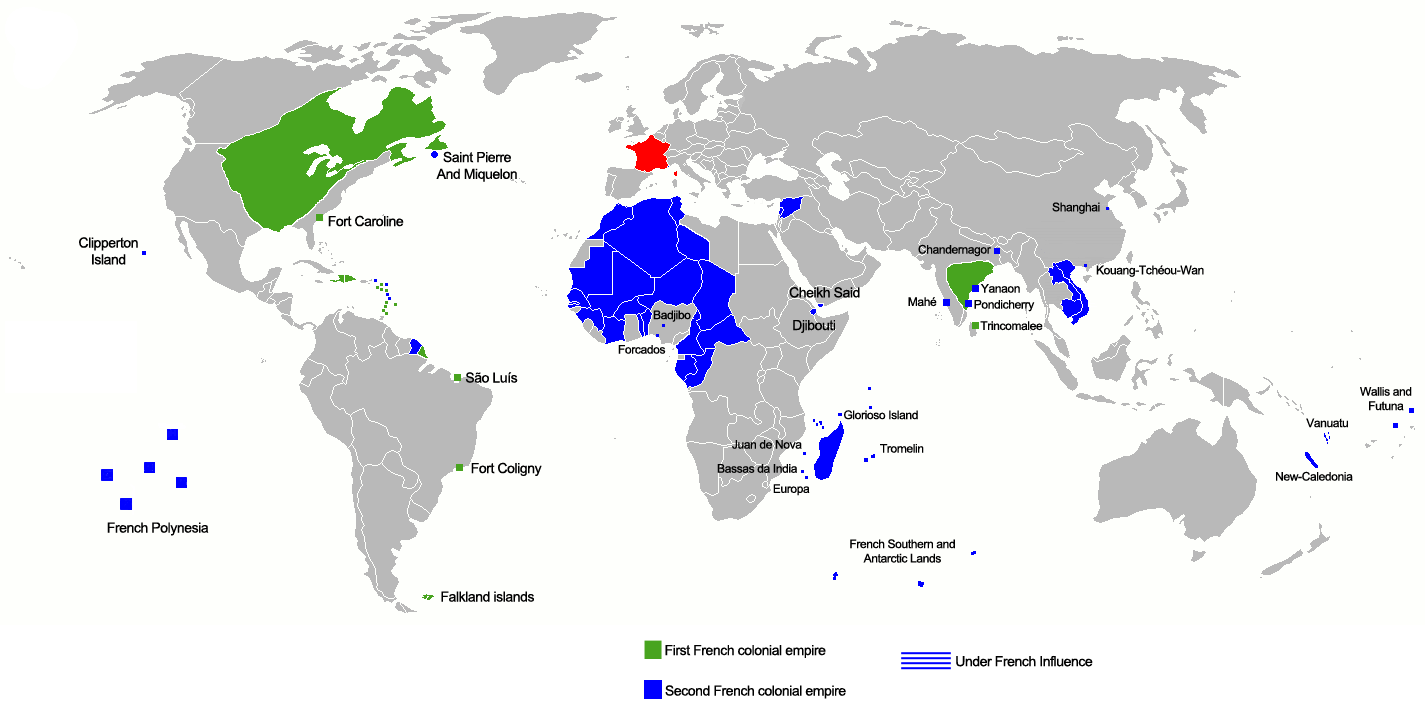
Étendue de l'Empire colonial français (1534 - 1980).

.
10 février 1763Avec le Traité de Paris de 1763 qui met fin à la guerre intercoloniale commencé en 1688, la France cède à la Grande-Bretagne plusieurs territoires :
En Europe, Minorque, que la France avait prise le 29 juin 1756.
En Asie, la France cède la moitié de l'Inde française ne conservant que ses cinq « Comptoirs » : Pondichéry, Kârikâl, Mahé, Yanaon et Chandernagor.
En Afrique, la France cède Saint-Louis du Sénégal, mais elle est autorisée à garder son poste de traite des esclaves sur l'île de Gorée (Sénégal).
Dans les Antilles, la France cède quatre îles aux Anglais : Saint-Vincent, Dominique, Grenade et Tobago.
La France recouvre trois îles à sucre : Martinique, Guadeloupe et Saint-Domingue.
En Amérique, la France cède tout le Canada français, y compris : la Nouvelle-France (vallée du Saint-Laurent), le Pays-d'en-haut (bassin des Grands Lacs) et la Louisiane (rive gauche du Mississippi), l'Île Royale, l'Isle Saint-Jean et l'Acadie.
La France ne conserve que les îles de Saint-Pierre-et-Miquelon : 1er (1763-1815), 2e (1815-1946) [TOM en 1946, DOM en 1976, collectivité territoriale en 1985 puis COM depuis 2003].
La France conserve des droits de pêche à Terre-Neuve et dans le golfe du Saint-Laurent.
L'Espagne reçoit l'ouest du Mississippi, donc la Louisiane (Nouvelle-France), et le delta et La Nouvelle-Orléans,.
3 février 1764Le 3 février 1764, des colons acadiens, venus de Saint-Malo sous la direction de Bougainville, s’installent aux Îles Malouines en Amérique du Sud :1er (1764-1767).
28 mars 1772Le 28 mars 1772, le navigateur breton Louis Aleno de Saint-Aloüarn amerrit sur l'île de Dirk Hartog et est devenu le premier Européen à prendre officiellement possession de l'Australie-Occidentale française (1772-????) en Océanie au nom du roi Louis XV.

### Louis XVI (1774 - 1793)
1782En 1782, pendant la guerre d'indépendance des États-Unis, l'île de Montserrat aux Caraïbes fut brièvement prise par la France : 1er (1782). Elle fit son retour au Royaume-Uni à la suite du traité de Versailles qui mit fin au conflit.
1787En 1787, Poulo-Condore, île au large de la Cochinchine, est acquise par la France par un traité signé avec Nguyễn Phúc Ánh qui allait devenir, sous le nom de Gia Long, le 1er empereur du Vietnam, et qui établit les débuts d'un protectorat, envoyant des soldats français pour aider Gia Long, alors au sud du Vietnam. La garnison militaire française qui l'occupait part à Pondichéry en 1791. Poulo-Condore fut intégré par la suite à la Cochinchine.
Pour la chronologie des territoires après 1789, cf. l'Évolution territoriale de la France contemporaine.